# Accidente del C-130 de la Fuerza Aérea de Indonesia en 1991
El accidente del Lockheed C-130 Hercules de la Fuerza Aérea de Indonesia de 1991 ocurrió el 5 de octubre de 1991 cuando un Lockheed C-130H-30 Hercules A-1324 de la Fuerza Aérea de Indonesia se estrelló poco después del despegue del Aeropuerto Halim Perdanakusuma.

## Accidente
El A-1324 (número de serie 4927, modelo L-82) fue entregado por el 32.º Escuadrón de Transporte en junio de 1982. El vuelo militar fue de Yakarta a Bandung, y consistió principalmente en Paskhas (también llamados Boinas Naranjas) regresando a la base después de participar en una ceremonia del Día de las Fuerzas Armadas de Indonesia.
El avión tenía una tripulación de 12 y 122 pasajeros aviadores. La aeronave partió a las 15:00 horas, hora local cuando, según testigos presenciales en tierra, uno de los motores se incendió. Es de suponer que el fuego dañó el mecanismo del ala, provocando la falla del motor izquierdo. La aeronave perdió el control, se estrelló contra el Centro de Capacitación del Ministerio de Trabajo y explotó. Las operaciones de rescate se vieron obstaculizadas por las fuertes lluvias que comenzaron una hora después del accidente. Uno de los pilotos, el mayor Samsul Ilham, fue encontrado vivo pero gravemente herido entre los escombros. Más tarde, murió en el hospital el mismo día.
Un hombre llamado Bambang Sumadi sobrevivió al accidente. También murieron dos personas en el suelo. Con 135 muertes, el accidente fue el desastre de aviación más mortífero ocurrido en Indonesia hasta el accidente del vuelo 152 de Garuda Indonesia en 1997. Ahora es el sexto más mortífero.